# 鈴木実 (建築家)
鈴木 実（すずき みのる）は、日本の建築家。一級建築士事務所スタジオM2を主宰。 
特定非営利活動法人横浜青葉まちづくりフォーラム理事長。特定非営利活動法人・緑と水を創る事業団理事のほか、横浜市まちづくりコーディネーターも務める。    
（スタジオＭ２）  
事務所の所在地:横浜市青葉区青葉台2-26-1スクエアハイツ406   
電話番号:045-983-0451 

## 略歴
- 1980年、日本大学大学院理工学研究科建築学専攻博士前期課程修了
- 991年、富山市馬場公園内ヘルン文庫跡石碑除幕式に伴う「ヘルン文庫（旧制富山高校付属小泉八雲記念図書館）建設時の研究調査に協力
- 1998年、新宿区旧林芙美子邸の保存改修調査に協力

## 主な作品
- 法座のある家
- ラセン階段のある家
- 本牧の家-I
- 本牧の家-II
- 有希タワービレッジ
- アビタ相武台
- Gallary S プロジェクト
- 大厳山瑞泉院観音堂
- 宗教法人希心会道場
- Kプロジェクト
- ファミール渋谷　大規模修繕
- 社会福祉法人慈恵会ディケアセンター座間苑
- みすずが丘の家
- 薪ストーブのある家
- 汐見台の家
- 坂浜の家
- W-Archの家
- 尾山台 Quartet
- 砧の家
- 原町田の家
- 洗足の家 I、II
- 豊玉の家
- 高円寺南の家
- 蒔きストーブのある家